# Tegalwero
Tegalwero is een bestuurslaag in het regentschap Pati van de provincie Midden-Java, Indonesië. Tegalwero telt 1579 inwoners (volkstelling 2010).